# 宣武靈皇后
宣武靈皇后（5世纪—528年5月17日），胡氏，名字已失考，小说《北史演義》稱其名為胡仙真，安定郡臨涇縣（今宁夏回族自治区固原市彭阳县）人。司徒胡國珍的長女，母親秦太上君皇甫氏。為魏宣武帝元恪妃、魏孝明帝元詡生母。亦稱胡太后，但史書上多稱之靈太后。

## 生平
胡國珍的妹妹胡僧芝是名比丘尼，經常出入宮內，後來她見自己的侄女姿色豔美，便引薦胡氏入宮。胡氏入宮後被封為世婦。
當時的北魏後宮實行子貴母死制度，因而宮中諸嬪妃及宮人皆祈願，不願生下皇子，胡氏看見這種情況後，不禁感嘆：「一國之君怎可無子？我怎能為一己之私而不生育皇子，這樣皇室血統不就要斷絕了嗎？」因此她被寵幸之後，並不像其餘妃嬪祈禱生下公主，相反的，胡氏相當期望自己生下的是皇子。永平三年（510年），胡氏生下兒子元詡。晉為充華（北魏后宮嬪級的最低一等）。宣武帝廢除了子貴母死制度，胡氏因而沒有被賜死。
延昌四年（515年），六歲的元詡登基為孝明帝後，尊嫡母宣武帝皇后高英為皇太后、生母胡氏為皇太妃，之後高太后失勢出家為尼，孝明帝晉封胡太妃為皇太后，胡太后又因皇帝年幼而臨朝聽政，妹妹胡玄輝的丈夫江陽王世子元乂也因而進入權力中心。
胡太后掌政初期北魏國勢發展蓬勃，但佞佛教，浪費國家財產。宣武帝死後，胡太后耐不住寂寞，在宮中包養了情夫如清河王元懌等，后来又不断培养和发掘新的情夫，而这几位情夫，酿下了数次宫廷政变的祸根。她最早和楊白花通姦，後來和元懌通姦。宦官刘腾和元乂发动政变杀死元怿，废黜囚禁胡太后于宣光殿，宫门昼夜长闭，内外隔绝，刘腾亲自掌管宫门钥匙，孝明帝也见不到她，她只能等候送饭，衣食短缺，不免饥寒。后刘腾死，元乂放松警惕，她才被释放，向孝明帝哭诉母子不得相见之情，追夺刘腾爵位，没收家产，掘墓暴骨；又和郑俨、李神轨等人淫亂，后来又和孝明帝等合谋处死元乂及其弟元爪。但因元乂系自己妹夫，她还是追赠元乂为江阳王、侍中、骠骑大将军、仪同三司、尚书令、冀州刺史。
神龟二年（519年），洛阳发生羽林之变，羽林、虎贲暴动，大闹尚书省，火烧张彝宅第，朝廷惧其乱而不问。
孝明帝長大後，漸不滿胡太后把持朝政，孝昌四年（528年），暗召爾朱榮領兵入洛陽協助他奪權，但爾朱榮還未到洛陽，孝明帝突然駕崩（傳因胡太后得知孝明帝暗召爾朱榮，將他鴆殺），無子嗣繼位，再加上政局動盪，胡太后因而將孝明帝獨女元氏偽稱皇子，使其登基為帝。待人心已安，又將獨女元氏廢位，改立孝明帝堂姪元釗為帝，世稱北魏幼主。
短時間的廢立使天下震驚，爾朱榮疑有詐，遂帶兵討伐，15日後佔領京師洛陽，元釗及胡太后被俘。爾朱榮將元釗和胡太后押送至黃河。胡太后在爾朱榮面前極盡能言之事，但爾朱榮充耳不聞，下令將元釗和胡太后沉入黃河溺斃，另立元子攸即位，是為孝莊帝。
胡太后死後，她的妹妹胡玄輝將遺體收葬於雙靈寺。三年後高歡攻滅爾朱氏，以皇后之禮改葬之，追諡靈太后，或稱宣武靈皇后。

## 延伸阅读
[在维基数据编辑]
 《魏書/卷13》，出自魏收《魏书》
 《北史/卷013》，出自李延壽《北史》
 在维基共享资源阅览影像